# Belawadi Mallamma
Belawadi Mallamma, ou Savitribai, est une reine guerrière indienne du xviie siècle. Elle est probablement la première femme à lever une armée féminine contre les marathes. 

## Biographie
Belawadi Mallamma est la fille du roi Madhulinga Nayaka et de la reine Rani Viramma, de confession lingayate. À l'époque, les filles dans les familles royales du Karnataka reçoivent la même éducation que les garçons. Dès cinq ans, avec son frère Sadashiva Nayaka et d'autres enfants appartenant à diverses castes, elle commence son éducation dans une école construite pour eux et dirigée par Shankar Bhat. Ils apprennent les langues kannada, marathi, ourdou et sanskrit, la poésie mais également l'art de la guerre. Mallama peut rivaliser avec les garçons en équitation et au lancer de javelot.
Quand elle parvient en âge de se marier, son père déclare un Svayamvara (coutume selon laquelle la jeune fille choisit son époux). Le vainqueur sera celui qui chassera le plus grand nombre de tigres en un temps limité. Des princes de plusieurs royaumes s'affrontent et c'est Ishaprabhu, le prince de Belwadi, qui remporte la compétition et épouse Belawadi Mallamma.
Le Tharaturi panchamara itihasa écrit par Shiva Basava Shastri mentionne la guerre entre la reine Belawadi Mallama et l'empereur Chhatrapati Shivaji, le fondateur du royaume marathe, la mort de son époux Ishaprabhu sur le champ de bataille et la victoire de Mallama.  
En 1676-78, les troupes de Shivaji rentrent chez elles après avoir conquis le Thanjavur. Certaines se reposent et campent à Yedvada, un petit village de Belavadi et volent des vaches aux paysans. Belawadi Mallamma l'apprend et, avec son armée de femmes, chasse les soldats et reprend les biens volés. Elle combat les troupes ennemies à cheval, vêtue d'un veeragacche, ou sari de combat, un vêtement noué avec des plis dans le dos, fixé avec une bande de tissu ou une ceinture et rabattu entre les jambes. 
Shivaji, vexé d'avoir été battu par des femmes, envoie une armée dirigée par le général Dadaji pour restaurer son honneur. Pendant la bataille, l'un des commandants maratha poignarde Isaprabhu dans le dos qui meurt en défendant son royaume. Mallamma rejoint le combat mais elle est battue et faite prisonnière. Emmenée devant Shivaji, ce dernier lui dit regretter le décès de son mari et la libère.  